# Henschel

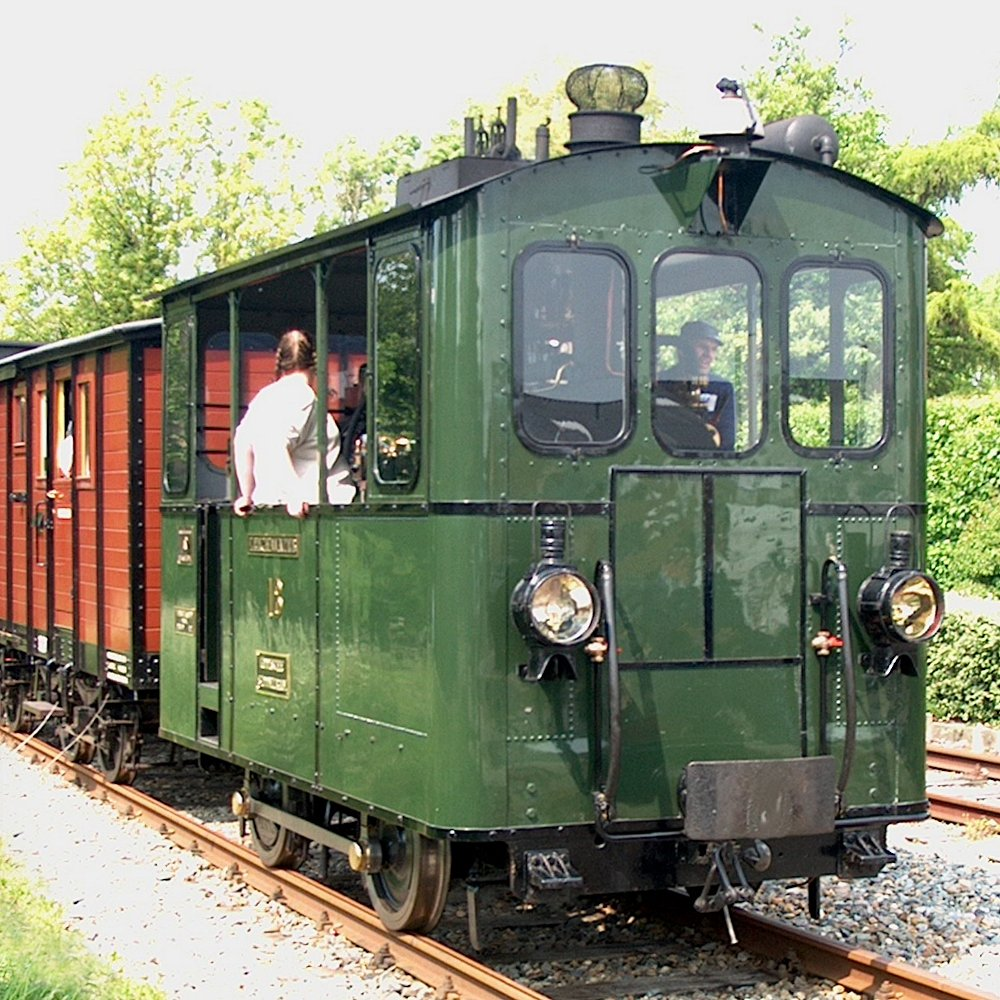
Stoomtramlocomotief 18 van de Gooische Stoomtram, in 1921 gebouwd door Henschel und Sohn in Kassel.

Henschel-Werke (oorspronkelijk Henschel und Sohn) was een Duitse vliegtuigbouwer en locomotieffabriek in Kassel. Men ontwikkelde en produceerde tijdens de Tweede Wereldoorlog een groot aantal vliegtuigen en projecten voor de Luftwaffe. Het bekendste toestel was de Hs 129.
Van de locomotieven die Henschel bouwde hebben er ook vele dienstgedaan bij Nederlandse spoor- en tramwegbedrijven.

## Oprichting
Georg Christian Carl Henschel startte de firma in 1810 te Kassel. Zijn zoon Carl Anton Henschel begon zijn eigen fabriek in 1837. In 1848 begon men met de productie van locomotieven en men werd al snel de grootste fabrikant van spoorwegmateriaal in de wereld.
In het eerste deel van de 20ste eeuw werden de activiteiten van de firma uitgebreid met de ontwikkeling en bouw van gereedschapsmachines, zware vrachtwagens en bussen.
De firma Henschel & Sohn was tegen het begin van 1930 een van de grootste fabrikanten van stoomlocomotieven, vrachtwagens, bussen en scheepsmotoren in de wereld geworden. Ook bouwde men pantservoertuigen.
Het was een familiebedrijf en de drijvende kracht achter de ontwikkeling van de firma was Oscar R. Henschel.

## Tweede Wereldoorlog
In het begin van 1935 begon men met productie van de Panzer I tank. Nadat de oorlog was begonnen ging men in 1939 -1941 de Panzer III produceren, vanaf 1941 de Panzerkampfwagen V Panther die echter een ontwerp was van MAN. Henschel zelf ontwierp en bouwde de Tiger I (Panzerkampfwagen VI Ausf. E (Sd.Kfz. 181)), en de Tiger II (Panzerkampfwagen VI Ausf. B (Sd.Kfz. 182) of "Königstiger"). Gedurende lange tijd had men hiervoor 8000 medewerkers in dienst, met onder andere Nederlandse dwangarbeiders, die in een ploegendienst van 12 uur werkten.

## Henschel Flugzeugwerke A.G

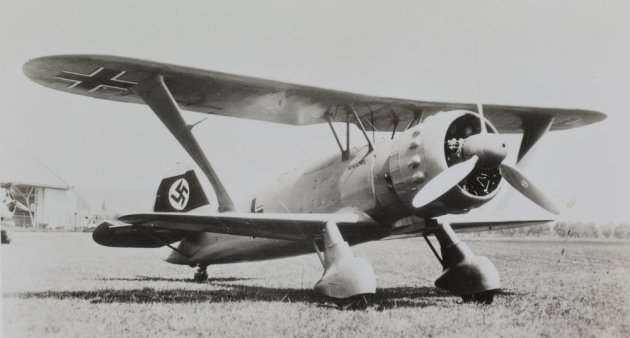
Henschel Hs 123

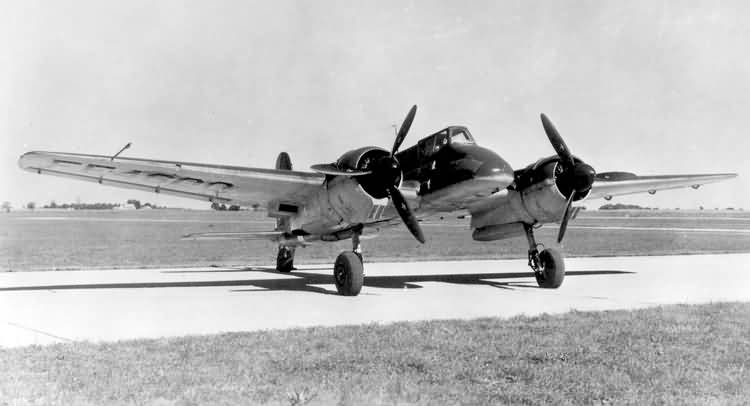
Henschel Hs 129B

Tegen 1931 wilde men de firma uitbreiden met de bouw en verkoop van commerciële vliegtuigen. Men had al een groot deel van de transportmiddelen die in de wereld werden gebruikt binnen het pakket van producten zitten die door de firma werden gefabriceerd en wilde daar ook de luchtvaart aan toevoegen. Men wilde of een vliegtuigfabrikant overnemen of zelf beginnen met de bouw van vliegtuigen.
In 1931 werden gesprekken gevoerd met Hugo Junkers over het samengaan van beide bedrijven. Junkers balanceerde op dat ogenblik op de rand van de financiële afgrond. Deze gesprekken werden echter in februari 1932 afgebroken toen Junkers financiële ondersteuning kreeg van de Duitse regering en men de firma nationaliseerde. Later kreeg Henschel het verwijt dat men de overname niet had doorgezet.
Ondanks dat men vanuit de door Hermann Göring geleide Luftfahrtkommissariat de fabrikanten binnen de Duitse zware industrie stimuleerde om een luchtvaartonderdeel op te zetten binnen hun firma was men niet blij met de komst van het Henschel-onderdeel. Dit ging zelfs zo ver dat men Henschel erop attent maakte dat men waarschijnlijk geen productiecontracten kon verwachten. Dit was waarschijnlijk een voortvloeisel uit de afgebroken onderhandelingen met Junkers. Ook had men bij Henschel zonder overleg met het Reichsluftfahrtministerium de vliegtuigbouw in de arm genomen. Later draaide men bij het Reichsluftfahrtministerium snel bij toen men in de gaten kreeg hoeveel energie en vermogen aan geld en materiaal men bij Henschel in de vliegtuigbouw wilde investeren.
Het bestuur van Henschel gaf pas op 15 februari 1933 toestemming en zes weken later ontstond de Henschel Flugzeugwerke A.G. Men vestigde zich voorlopig in de oude werkplaatsen van de Ambi-Budd Waggon und Apparatenbau A.G. te Berlijn-Johannisthal en startte de werkzaamheden met 69 medewerkers.
De timing van Henschel was echter perfect want in februari 1932 had het Reichsluftfahrtministerium het “Für die Luft” programma aangekondigd. Dit vormde voor de Duitse vliegtuigbouwers een uitnodiging voor de ontwikkeling van nieuwe vliegtuigen voor de uitbreiding van de nieuwe Luftwaffe. Voor de ontwikkeling van de nieuwe Henschel vliegtuigen had men een uitgebreid team van getalenteerde ontwerpers in de arm genomen. Het team stond onder leiding van Friedrich Nicholaus die van de Hellmuth Hirth Versuchsbau was overgekomen.
Henschel wilde niet alleen vliegtuigen bouwen die door andere firma’s waren ontwikkeld maar vooral met eigen vliegtuigen komen. Men wilde met de firma aan het voorfront van de technologie vertoeven en geloofde in het “echt” uittesten van de nieuwste technieken. Zo wilde men gebruik gaan maken van de ideeën van onderzoeksinstituten en universiteiten en deze in de praktijk brengen.
Op 15 oktober 1934, een jaar na de oprichting van het vliegtuigbouwonderdeel van Henschel, werd er een begin gemaakt met de bouw van een nieuwe fabriek en vliegveld te Schönefeld bij Berlijn. De fabriek was 14 maanden later, op 22 december 1935, gereed. Tegen het einde van 1936 had men ongeveer 7000 man in dienst. Men bouwde toen in hoofdzaak de Henschel Hs 123 duikbommenwerper en de Junkers Ju 86 bommenwerper. Later maakte de Junkers Ju 86 plaats voor de Dornier Do 17 bommenwerper. Hierna begon men met de bouw van de Junkers Ju 88. Dit type toestel bleef bij Henschel in productie tot het einde van de oorlog. Er werden 2500 toestellen van dit type gebouwd.
Na het uitfaseren van de Dornier Do 17 bij de fabriek in Schönefeld gaf het Reichsluftfahrtministerium toestemming om de productie de Henschel Hs 129 hier op te starten. De ontwikkeling van dit toestel was in 1937 begonnen maar de Luftwaffe weigerde tegen het einde van 1940 het productiemodel te accepteren. Toen men voor 50% klaar was met het inrichten van de fabriek voor de fabricage werd het project stilgelegd. Men kreeg toen opdracht om de fabriek in gereedheid te brengen voor de productie van de Messerschmitt Me 410. Men moest 400 toestellen per maand gaan produceren. Toen men weer voor meer van 80% klaar was veranderde de plannen weer en werden alles mallen en gereedschappen vernietigd en moet men zich voorbereiden op de productie van de Junkers Ju 388. Nadat er tussen de 300.000 en 400.000 manuren waren besteed aan het Ju 388 programma werd ook dit project geannuleerd. Tot het einde van de oorlog heeft men verder alleen nog maar Ju 88 toestellen en vleugels gebouwd voor de Ju 88 nachtjageruitvoering.
Oscar Henschel, Friedrich Nicholaus en hoofdontwerper Erich Koch waren ervan overtuigd dat de toekomst van de vliegtuigbouw lag in de ontwikkeling van eigen vliegtuigen en niet in de bouw van toestellen van andere fabrikanten. Men wilde een Duitse fabrikant worden die bekend zou staan voor de hoge technologische ontwikkelingen die men daar deed. Nicholaus werd aangesteld als hoofd van het ontwerpteam en dit was voor Henschel een goede keuze. Hij had nog steeds goede contacten met het Deutsche Versuchsanstalt für Luftfahrt (DVL). Hier had men bijvoorbeeld voordeel bij met de ontwikkeling van drukcabines voor gebruik op grote hoogte en wat zou uitgroeien tot een specialiteit van Henschel, de ontwikkeling van geleide raketten.
Dr. Herbert Wagner was werkzaam bij DVL en kreeg van Henschel alle ondersteuning bij zijn werk op het gebied van raketontwikkeling. Hij bereikt uitstekende resultaten en dit resulteerde later in de oorlog in een aantal succesvolle raketten en geleide projectielen.
Naast de ontwikkeling van raketten deed men bij Henschel ook uitgebreid onderzoek naar het gebruik van straalmotoren bij vliegtuigen en werden er een aantal geavanceerde ontwerpen ontwikkeld. In 1940 wilde men een eigen straalmotor gaan ontwikkelen maar dit werd door het Reichsluftfahrtministerium niet goedgekeurd.
Tegen het einde van de oorlog had Henschel echter maar een klein aantal eigen vliegtuigen ontwikkeld en gebouwd. Dit kwam hoofdzakelijk omdat Oscar Henschel meer toekomst zag in de ontwikkeling van lucht-lucht en grond-lucht raketten. Voor alle projecten die men tijdens de oorlog heeft ontwikkeld begon men slechts aan de bouw van een project, de Henschel Hs 130. Dit toestel was nog steeds in ontwikkeling en aanbouw toen de Russische toepen een einde maakte aan de productie bij Henschel.
Uiteindelijk was de grootste bijdrage van Henschel aan de Duitse luchtvaart de licentiebouw van de Junkers vliegtuigen en Daimler-Benz motoren en hadden de eigen producten geen invloed op het verloop van de luchtoorlog in de Tweede Wereldoorlog.

## Henschel Flugmotoren G.m.b.H.
In augustus 1936 werd te Kassel-Altenbauna de dochteronderneming Henschel Flugmotoren G.m.b.H opgericht. Deze onderneming diende hoofdzakelijk voor het onder licentie bouwen van Daimler-Benz motoren. Er werden in totaal 14.000 DB601 en DB605 motoren gebouwd.

## Na de oorlog
Na de oorlog werden de fabrieken te Schönefeld en Johannesthal door de Russen in beslag genomen. De fabrieken, die werk hadden geboden aan 14.000 medewerkers, werden compleet ontmanteld en op transport gesteld naar Rusland. De meeste medewerkers waren echter aan de Russen ontsnapt door naar het westen te vluchten. De meeste kwamen in Kassel terecht. De productie werd hier in 1948 weer opgestart met de bouw van transportmiddelen en voertuigen.
In 1955 wilde Henschel weer beginnen met de ontwikkeling en productie van vliegtuigen. Hiervoor had men een aantal gerenommeerde vliegtuigontwerpers aangetrokken. Hieronder bevonden zich ook een aantal specialisten op het gebied van straalmotoren en geleide projectielen. Er bestond echter een grotere behoefte aan de andere producten van Henschel, zoals de dieselelektrische locomotieven, vrachtwagens, bussen en dieselmotoren.
In 1957 werd er een reorganisatie doorgevoerd en werd het bankroet aangevraagd om zo de schuldeisers te kunnen compenseren. Na de reorganisatie lukte het Henschel toch om te overleven en ging men weer verder met de bouw van de locomotieven waar men zo bekend mee was geworden. Uiteindelijk is men nooit meer teruggekeerd in de wereld van de vliegtuigbouw.
In 1964 werd Rheinische Stahlwerke overgenomen en de firma werd toen Rheinstahl Henschel A.G.
In 1976 werd het Thyssen-Henschel en in 1990 ABB Henschel AG.
In 1996 werd de firma ABB Daimler-Benz Transportation Adtranz.
Uiteindelijk werd het bedrijf in 2002 overgenomen door Bombardier (Canada).
De fabriek in Kassel bestaat nog steeds en is een van de grootste producenten van locomotieven van de wereld.
Oscar Henschel overleed op 9 februari 1982 in Zwitserland.

## Locomotieven van Henschel

### Danske Statsbaner
Diesel
- DSB EA
- DSB ME

### Deutsche Reichsbahn
Stoom
- Baureihe 01
- Baureihe 02
- Baureihe 03
- Baureihe 52

Elektrisch
- Baureihe E19

### Deutsche (Bundes)Bahn
Stoom
- Baureihe 66

Elektrisch
- Baureihe 101
- Baureihe 103
- Baureihe 110
- Baureihe 111
- Baureihe 112
- Baureihe 120
- Baureihe 139
- Baureihe 140
- Baureihe 141
- Baureihe 150
- Baureihe 151

Diesel
- Baureihe 260

### Nederlandse Spoorwegen
Stoom
- NS 1500
- NS 3700
- NS 3900
- NS 6300
- NS 6900

Diesel
- NS 2900

### Norges Statsbaner
Diesel
- NSB Di 4
- NSB Di 5

### Egyptische Staatsspoorwegen (ENR)
Diesel

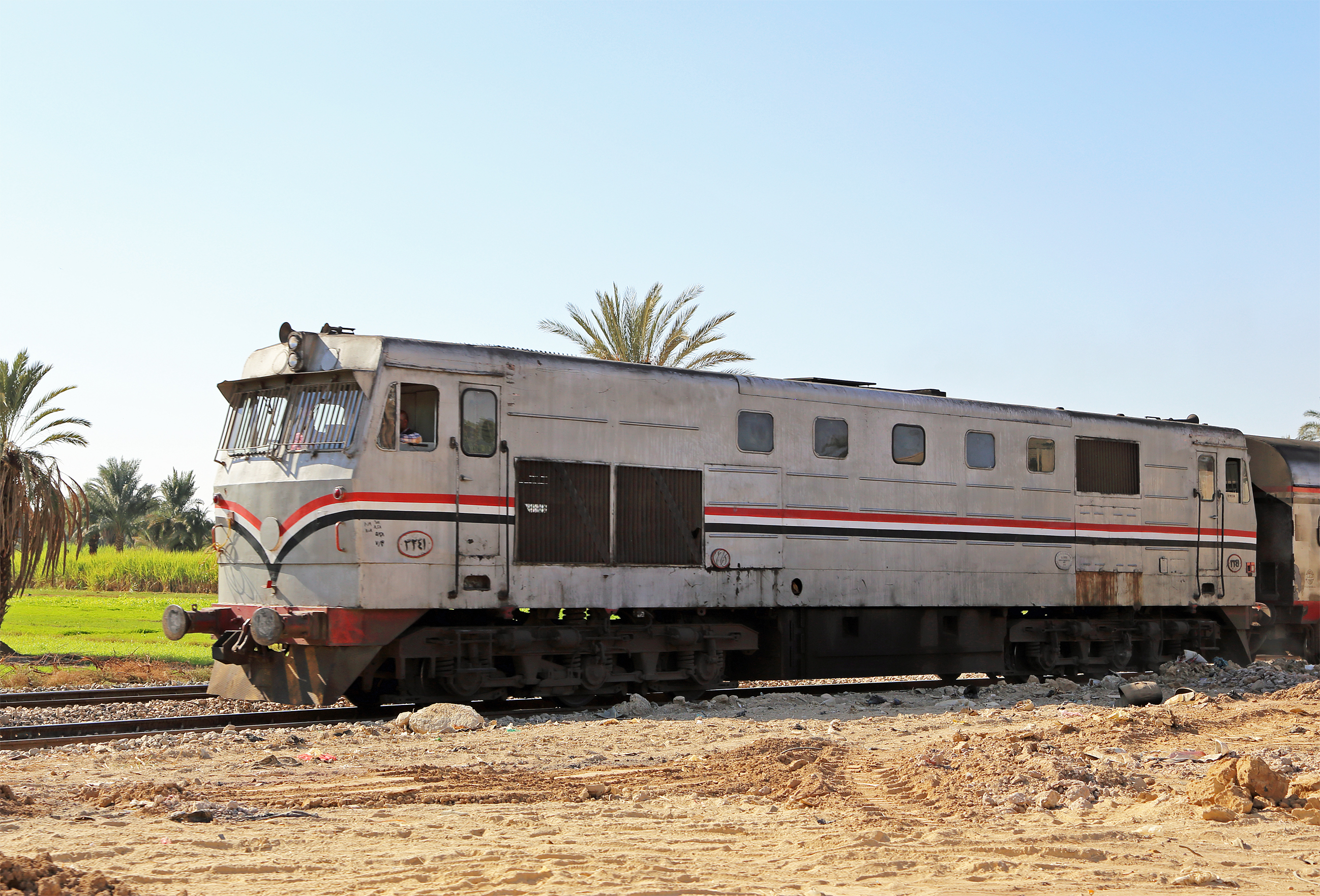
Egyptische AA22T-diesellocomotief

- AA22T. Tussen 1976 en 1993 leverde de Henschelfabriek van Kassel aan de Egyptische staatsspoorwegmaatschappij 280 diesellocomotieven van het type AA22T, gebouwd onder licentie van de Electro-Motive Division (EMD) van General Motors. Hiermee was Egypte in die periode een van de grootste klanten van het bedrijf. Deze krachtige machines werden en worden zowel in het personen- als in het goederenvervoer ingezet, en zijn nu nog altijd het meest voorkomende locomotieftype in Egypte.

### Overig
- Baureihe V320

## Vliegtuigen van Henschel
- Hs 121
- Hs 122
- Hs 123
- Hs 124
- Hs 125
- Hs 126
- Hs 127
- Hs 128
- Hs 129
- Hs 130

## Projecten tot 1945
- Hs 132
- Hs P.54
- Hs P.72
- Hs P.75
- Hs P.87
- Hs P.122
- Hs P.135
- Hs P.136

## Raketten en geleide projectielen tot 1945
- Hs 117 Schmetterling (Vlinder) grond-lucht raket
- Hs 293 Vliegende bom (raket aangedreven)
- Hs 294 Vliegende bom voor gebruik tegen oppervlakte schepen (raket aangedreven)
- Hs 295
- Hs 296
- Hs 297 Föhn 73 mm raket lanceereenheid tegen vliegtuigen.
- Hs 298 Lucht-lucht raket
- Hs “Zitterrochen”
- GT-1200 Vliegende torpedo (raket aangedreven)